# Źródło wtórne
Źródło wtórne (źródło zastane) – każda publikacja, która nie stanowi opisu oryginalnych badań, obserwacji, spostrzeżeń, teorii lub hipotez własnych autora, lecz gromadzi i prezentuje dane pochodzące od innych autorów.
Do źródeł wtórnych zalicza się:
- naukowe publikacje przeglądowe (przeglądy piśmiennictwa)
- podręczniki
- większość encyklopedii, almanachów, słowników, kalendarzy, itp.
- wszelkie bazy danych gromadzące dane nie oparte na bezpośrednich obserwacjach i eksperymentach, lecz tworzone w oparciu o informacje ze źródeł pierwotnych
- opracowania źródłowych tekstów historycznych, o ile nie zawierają oryginalnych teorii i hipotez stawianych przez autora opisu na podstawie tychże tekstów
- artykuły prasowe nieposiadające charakteru dokumentalnego (reportażowego ani wywiadu), tj. felietony, eseje, recenzje, komentarze prasowe, „słowa od redakcji” itp.
- teksty techniczne pisane na podstawie źródeł pierwotnych, np.: przeglądy patentów, zbiorcze opisy rozwiązań technicznych, wtórne teksty instruktażowe pisane na podstawie zbiorów instrukcji oryginalnych, itp.

Należy zastrzec, że różne nauki bazując na własnych metodologiach mogą niekiedy w różny sposób klasyfikować dany materiał jako pierwotny lub będący źródłem wtórnym. Innym czynnikiem mogącym zmienić status źródła jest upływ czasu i związana z nim zmiana perspektywy naukowej. Źródła wtórne pełnią przede wszystkim rolę dydaktyczną i popularyzatorską w nauce.
Zaletą pracy na danych wtórnych są niższe koszty ich pozyskania co wiąże się z większą dostępnością. Wśród wad tych materiałów należy wymienić częste: niedostosowane do określonych potrzeb informacyjnych lub niekompletność a także nieaktualność.